# Bahnsteigtür

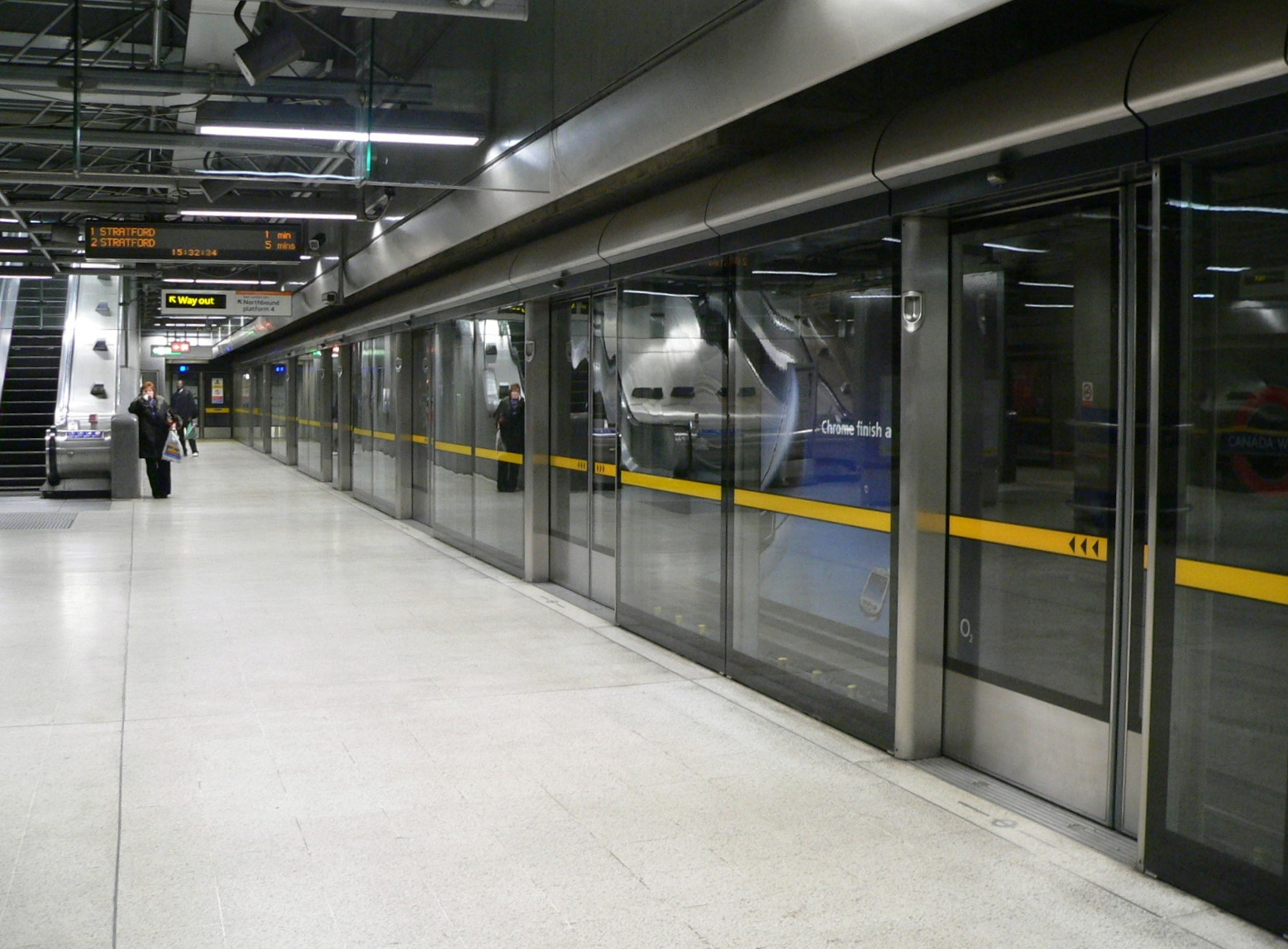
Bahnsteigtüren in der Londoner U-Bahn-Station Canada Water

Eine Bahnsteigtür ist eine in Trennwänden eingelassene Tür zwischen Fahrtrasse und Bahnsteig in Bahnhöfen. Bahnsteigtüren dienen der Sicherheit von Fahrgästen und sind stets geschlossen, wenn sich gerade kein Zug zum Abfertigen in der Station befindet oder eine Zugdurchfahrt ansteht. Nachdem ein eingefahrener Zug zum Stillstand gekommen ist, werden sie zum Fahrgastwechsel zusammen mit den Zugtüren geöffnet und vor der Abfahrt des Zuges wieder geschlossen.

## Einsatzbereiche von Bahnsteigtüren

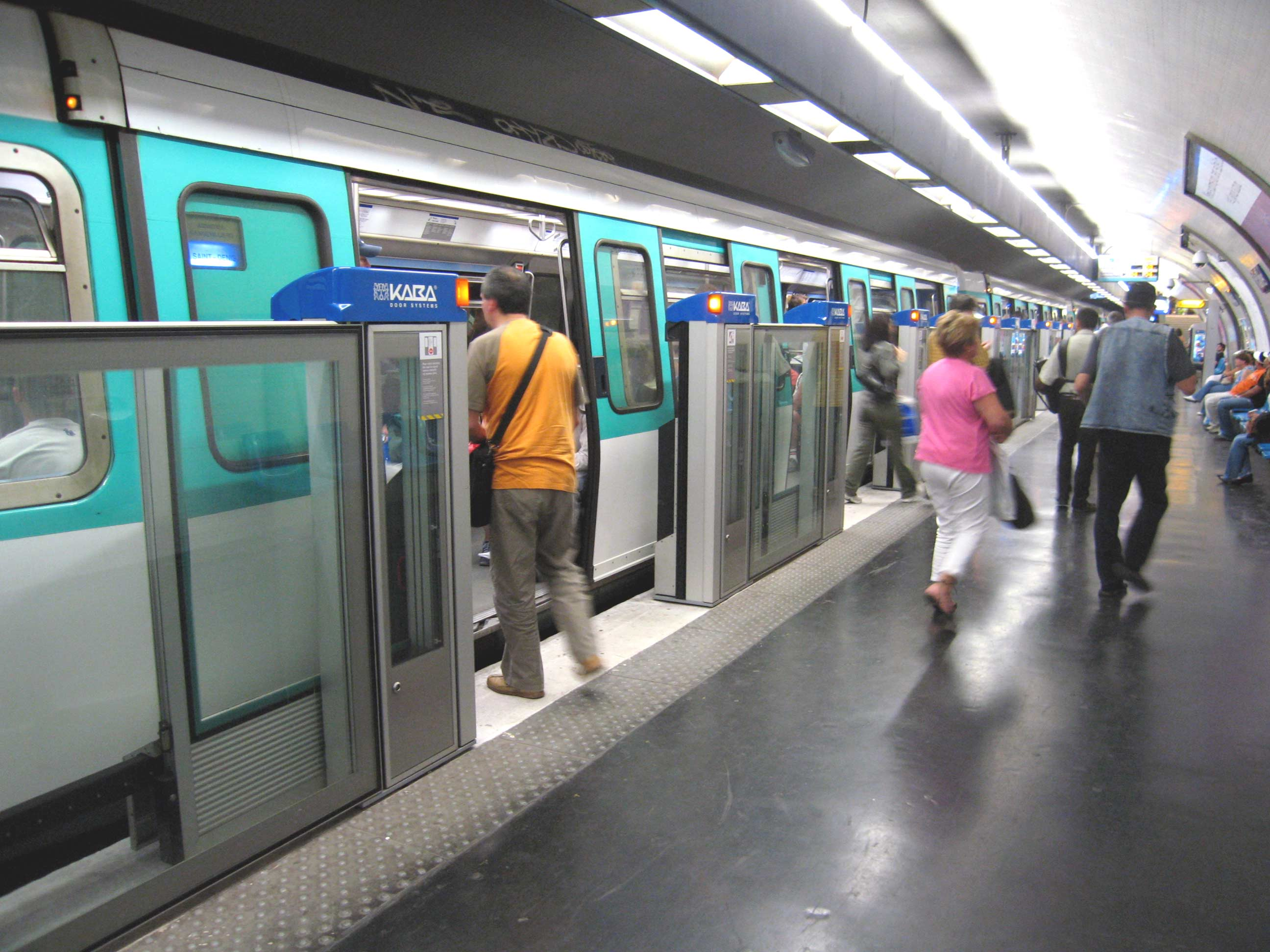
Halbhohe Bahnsteigtüren in Paris, Line 13 – Invalides, Testinstallation Juni 2006

Bahnsteigtüren sollen Stürze von Personen oder das Fallen von Gegenständen in den Gleisbereich und Selbsttötungsversuche verhindern sowie Fahrgeräusche der ein- und ausfahrenden Züge innerhalb der Bahnhöfe verringern und Zugluft von den wartenden Fahrgästen fernhalten. Da Bahnsteigtüren (sofern bis zur Decke ausgebaut) Zugluft auf den Gleisbereich beschränken, wird die Klimatisierung des Bahnsteigbereiches möglich. Häufig sind die Trennwände und die Bahnsteigtüren verglast, so dass Fahrgäste den einfahrenden Zug und daran angebrachte Zugzielanzeiger sehen können.

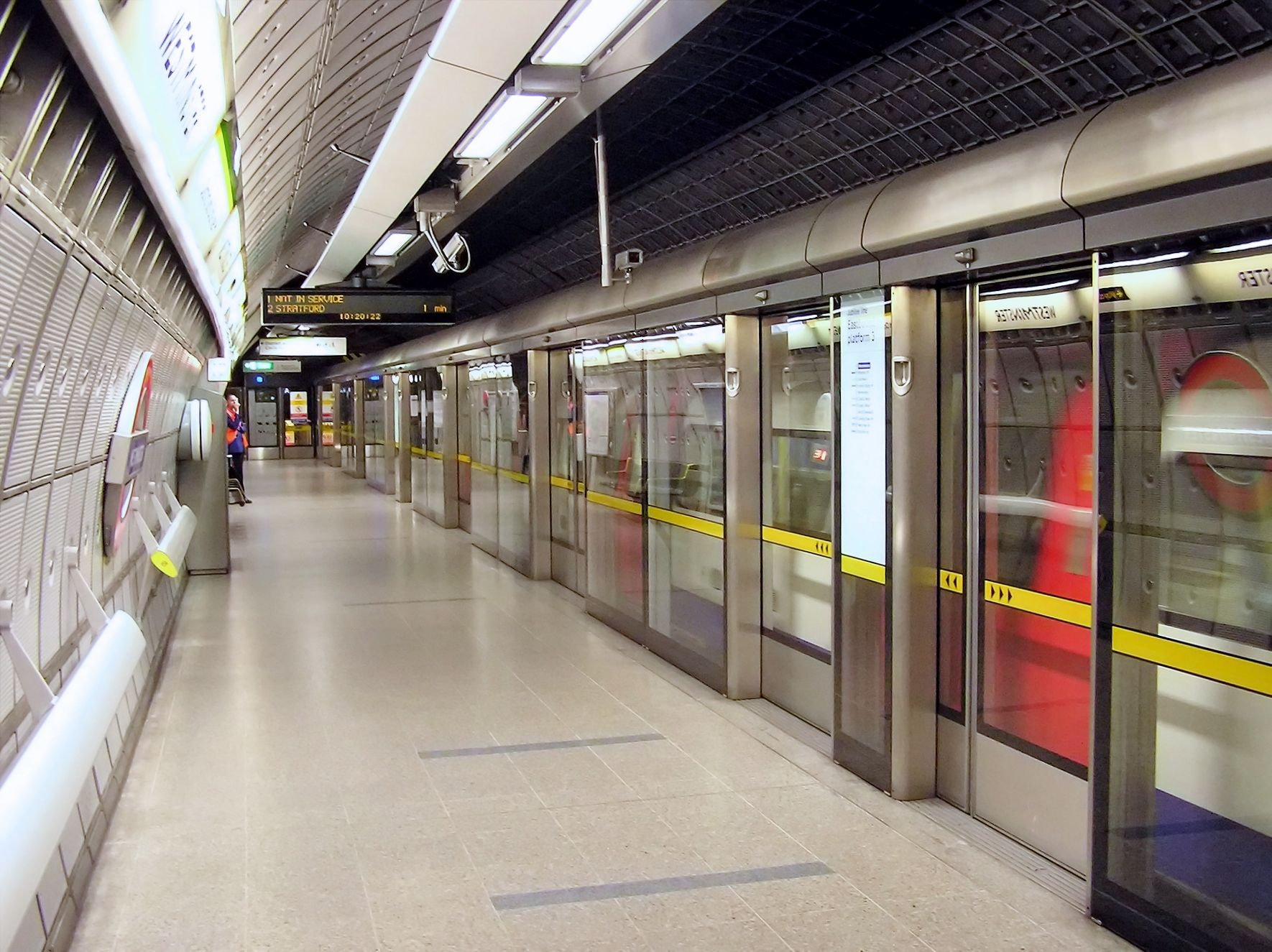
Bahnsteig der Jubilee Line (London Underground) – Station Westminster

Bahnsteigtüren werden vor allem in vielgenutzten Bahnhöfen mit engen Bahnsteigen installiert. Häufigste Anwendung der Bahnsteigtüren sind U-Bahn-Haltestellen und Stationen von Flughafenbahnen in den Abfertigungsgebäuden. Um den Einsatz von Bahnsteigtüren zu ermöglichen, darf der ausgerüstete Bahnsteig nur von Zügen gleichen Typs oder Baureihen mit gleichen Abständen zwischen den Türen angefahren werden. Außerdem muss ein sehr genaues Halten der Züge an einem definierten Haltepunkt gewährleistet sein, damit die Fahrzeugtüren immer genau vor den Bahnsteigtüren zum Stehen kommen. Bahnsteigtüren ermöglichen das schnellere Ein- und Durchfahren von Zügen, da eine Gefährdung von Fahrgästen in der Nähe der Bahnsteigkante (z. B. durch Sogwirkung und Luftverwirbelungen) nicht befürchtet werden muss.

## Bahnsteigtüren bei automatischen Bahnen
Bahnsteigtüren werden oft bei automatisch (fahrerlos) betriebenen Bahnen eingesetzt, da dort kein Fahrer vorhanden ist, der ins Gleis gestürzte Fahrgäste und Gegenstände erkennen und im Gefahrenfall eine Schnellbremsung einleiten kann. Außerdem erreichen automatische Bahnen meist eine bessere Haltegenauigkeit, die wiederum für den Einsatz von Bahnsteigtüren unverzichtbar ist, damit die Fahrzeugtüren mit den Bahnsteigtüren deckungsgleich zum Stehen kommen.
Europäische Beispiele für automatisch betriebene Bahnen mit Bahnsteigtüren sind die H-Bahn an der TU Dortmund (die auch als SkyTrain am Flughafen in Düsseldorf verkehrt), die SkyLine-Hochbahn am Flughafen Frankfurt Main, die Skymetro am Flughafen Zürich, die Linien 1, 4, 13 und 14 der Métro Paris, die Métro Lille, die Métro Rennes, die Metro Kopenhagen, der Peoplemover zu den Terminals am Flughafen Stansted und die 2024 neu eröffnete Metro von Thessaloniki. In Berlin wurden in den 1980er Jahren die Stationen der M-Bahn mit Bahnsteigtüren ausgestattet.
In Ostasien sind Bahnsteigtüren weit verbreitet, insbesondere bei den zahlreichen ab etwa 2000 gebauten U-Bahn-Strecken.
Die Stationen der Wiener U-Bahn-Linie U2 sind zwischen den Stationen Karlsplatz und Rathaus mit Bahnsteigtüren ausgestattet, die vorerst nur halbautomatisch betrieben werden. Für die Wiener Linie U5 sind nach der Wiedereröffnung vollautomatische Bahnsteigtüren geplant.

## Alternativen zu Bahnsteigtüren

Vorläufer heutiger Bahnsteigtüren bei der 1901 eröffneten Wuppertaler Schwebebahn, das Gitter weist im Bereich der Einstiege Lücken auf

Falls nur der Schutz vor Personen und Gegenständen im Gleis gewünscht wird, können anstatt Bahnsteigtüren bei automatischen Bahnen auch im Zug vorhandenes Sicherheitspersonal (wie die Train Chiefs bei der Docklands Light Railway), elektronische Systeme (Mikrowellenschranken wie bei den Linien U2 und U3 in Nürnberg) oder mechanisch (auf einen definierten Druck agierende Trittplatten wie beim SkyTrain Vancouver oder der Kelana Jaya Line in Kuala Lumpur) den Gleisbereich überwachen. Diese Systeme veranlassen im Gefahrenfall eine Schnellbremsung herannahender Züge. Systemabhängig werden auf Strecken mit im Gleisbereich angeordneten Stromschienen auch diese spannungsfrei geschaltet, um weitere Gefährdungen zu minimieren.
Diese Systeme sind preisgünstiger als die Installation von Bahnsteigtüren und ermöglichen auch den Einsatz von Fahrzeugen mit unterschiedlichen Türabständen, stellen allerdings keine physische Barriere zum Gleisbereich dar und erreichen den sicheren Zustand demnach erst nach abgeschlossener Zwangsbremsung des sich annähernden Zuges.
Eine weitere Alternative stellen Bahnsteigsperren mit Schutzgittern dar, die in Gegensatz zu konventionellen Bahnsteigtüren nach oben öffnen. Ein Vorteil dieses Systems ist, dass dadurch die Absicherung von Bahnsteigen, wo Züge mit unterschiedlichen Türanordnungen halten, möglich ist. Dieses System wird beispielsweise in der Metro Sofia eingesetzt.
Daneben werden Bahnsteigtüren angeboten, bei denen sowohl die Türen an sich als auch die Trennwände zwischen Gleis und Bahnsteig beweglich sind, um die Anordnung flexibel an die Türanordnung des Zuges anpassen zu können. Aktuell befinden sich solche Türen nicht im Einsatz, allerdings ist ab Frühling 2023[veraltet] ein Versuchsbetrieb in Osaka geplant, anhand dessen die weitere Anwendbarkeit evaluiert wird.

## Bus Rapid Transit

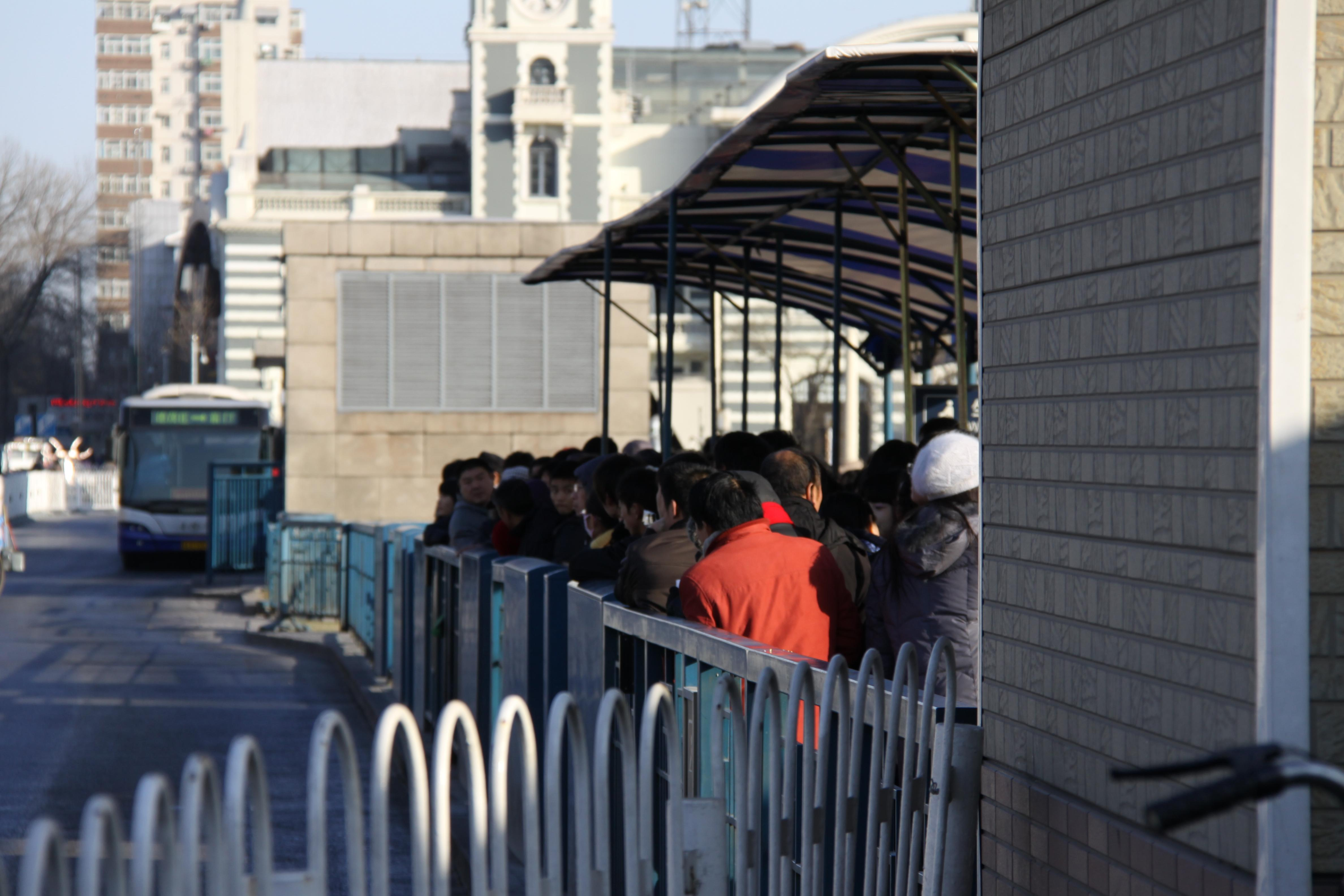
BRT-Haltestelle in Peking

Abgesehen von schienengebundenen Verkehrssystemen verwenden auch manche Bus-Rapid-Transit-Systeme (BRT) Bahnsteigtüren.